# Sminthopsis macroura
El ratón marsupial de cara rayada (Sminthopsis macroura) es una especie de marsupial dasiuromorfo de la familia Dasyuridae endémica de Australia. Tiene el periodo de gestación más corto entre los marsupiales: 9 días y medio.

## Características
Tiene una longitud corporal media de 155 a 198 mm, una distancia del hocico al ano de 75 a 98, una cola de 80 a 100, y la longitud de las orejas es de 17 a 18. El peso es de 15 a 25 gramos. Tiene una raya oscura en la cabeza, entre las orejas, que puede llegar hasta el hocico, y que le da su nombre. La cola es un poco gruesa en la base, pero es más esbelta hacia la punta.

## Distribución y hábitat
Se encuentra en toda Australia central: en la Pilbara (Australia Occidental, el centro del Territorio del Norte, en el oeste y el centro de Queensland, al sur y noroeste de Australia meridional, el norte y el oeste de Nueva Gales del Sur. 
Vive en suelos arenosos de zonas semidesérticas.

## Reproducción
El período de reproducción va de julio a febrero. La gestación dura 11 días, y suele tener en cada camada de 6 a 8 crías que pasarán 40 días en el marsupio. Son destetadas a los 70 días. Hay dos camadas al año.